# On the Verge of Insanity
On the Verge of Insanity (Hangul: 미치지 않고서야; RR: Michiji Ankoseoya, lit. No One But A Madman) es una serie de televisión surcoreana transmitida del 23 de junio de 2021 hasta el 26 de agosto de 2021 a través de MBC.

## Sinopsis
La serie sigue la historia de un grupo de trabajadores de oficina de mediana edad que luchan por sobrevivir en una sociedad turbulenta.
Choi Ban-seok es un veterano ingeniero que trabaja como desarrollador de la división de electrónica de consumo de "Hanmyung Electronics". Es un hombre tranquilo, afectuoso y con un buen sentido del humor, al verse enfrentado a la mayor crisis de sus 22 años de carrera laboral y para evitar ser incluido en una ronda de despidos, decide trasladarse al departamento de recursos humanos de la empresa. A pesar de no estar familiarizado con sus funciones, decide que es mejor sobrevivir ahí que estar sin trabajo.
Por otro lado, Tang Ja-young es la recientemente ascendida jefa del departamento de recursos humanos. Es una adicta al trabajo y sueña con convertirse en la primera mujer ejecutiva de la empresa. Aunque al inicio ella no sabe qué hacer con Ban-seok, poco a poco su vida cambia al trabajar junto a él.

## Reparto[5]

### Personajes principales
| Actor          | Personaje     | N.º de episodios | Notas |
| -------------- | ------------- | ---------------- | --- |
| Jung Jae-young | Choi Ban-seok | 16               | Es un veterano ingeniero y el desarrollador de la división de electrodomésticos de "Hanmyung Electronics". Después de que se realizan despidos en su empresa, decide unirse al equipo de Recursos Humanos para evitar ser uno de ellos. |
| Moon So-ri     | Tang Ja-young | 16               | Es una adicta al trabajo y la jefa del equipo de recursos humanos. Sus superiores confían en su agilidad mental y los jóvenes la respetan debido a su liderazgo sobresaliente.                                                          |
| Lee Sang-yeob  | Han Se-kwon   | 16               | Es líder del equipo de desarrollo. Aunque es amigo de la familia del propietario, quiere ser reconocido y tener éxito en la vida. |
| Kim Ga-eun     | Seo Na-ri     | -                | Es la encargada del equipo de planificación. |

### Personajes secundarios[12]

#### Miembros del Edificio de Investigación
| Actor          | Personaje     | N.º de episodios | Notas |
| -------------- | ------------- | ---------------- | --- |
| Ahn Nae-sang   | Roh Byung-guk | -                | Es un desarrollador especialista en equipos de limpieza inalámbricos quien se enfrenta a un mercado competitivo actual.                                                                                            |
| Park Won-sang  | Peng Soo-gon  | -                | Es el líder del equipo central de compras. Junto a Choi Ban-seok y Gong Jung-pil fueron responsables del desarrollo de nuevos productos de la empresa, sin embargo dejó su puesto por consejo de recursos humanos. |
| Kim Nam-hee    | Shin Han-soo  | -                | Es un empleado altamente calificado del equipo de control de calidad. Abiertamente demuestra su descontento por el equipo de desarrolladores por lo que constantemente los desespera.                              |
| Park Sung-geun | Gong Jung-pil | -                | |
| Dong Hyun-bae  | Ki Jeong-hyun | -                | |
| Baek Min-hyun  | Ahn Joon-soon | -                | Es un joven miembro del equipo de desarrollo de robots limpiadores. |
| Kim Joong-ki   | Go Jung-shik  | -                | Es un empleado y el rival de Roh Byung-guk. |
| Oh Yong        | Pyun Dong-il  | -                | |

#### Miembros de las Oficinas
| Actor         | Personaje    | N.º de episodios | Notas |
| ------------- | ------------ | ---------------- | --- |
| Cha Chung-hwa | Shin Jung-ah | -                | Es la amiga de Tang Ja-young y Shin Han-soo. |
| Im Hyun-soo   | So Sang-wook | -                | Es uno de los jóvenes trabajadores del departamento de recursos humanos. Trabaja diligentemente bajo la supervisión de Tang Ja-young con la esperanza de ser promovido, sin embargo sus planes se ven complicados con la llegada de Choi Ban-seok al equipo. |
| Cheon Hee-joo | Gye Bo-ram   | -                | |
| Lim Il-gyu    | Oh Jae-il    | -                | Es un viejo amigo de la ciudad natal de Choi Ban-seok. A pesar de graduarse de la misma universidad, Jae-il trabaja más en ventas que en desarrollo. Su actitud respecto a su habilidad para atraer a nuevos clientes molesta mucho a Tang Ja-young.         |
| Kim Jin-ho    | Bae Jung-tak | -                | |

#### Miembros de la Sede
| Actor         | Personaje      | N.º de episodios | Notas                                         |
| ------------- | -------------- | ---------------- | --------------------------------------------- |
| Jo Bok-rae    | Han Seung-gi   | -                | Es el joven director ejecutivo de la empresa. |
| Kang Ju-sang  | Noh Jae-yeol   | -                |                                               |
| Kang Yeon-woo | Park Hoon-jung | -                |                                               |

### Elenco extendido
| Actor          | Personaje      | N.º de episodios | Notas                                                                                                 |
| -------------- | -------------- | ---------------- | --- |
| Jung Sung-hoon | Yoon Gi-joon   | -                | Es el líder del equipo de planificación de productos. Trabaja en el mismo departamento que Seo Na-ri. |
| Kim Yoon-seo   | -              | -                | Es la gerente superior del equipo de desarrollo de electrónica.                                       |
| Kim Ye-eun     | Oh Hye-yeon    | -                | |
| Jung Yeo-jun   | Gil Chang-hwan | -                | Es un senior en el equipo de control de calidad.                                                      |
| Yoo Jung-rae   | Eo Hae-mi      | -                | [ 20 ]                                                                                                |
| Kim Seon-ah    | Kim Seul-ah    | -                | |
| Oh Yu-na       | Heo Ga-young   | -                | |
| Lee Seo-joon   | Ahn Jun-soo    | -                | |

## Episodios
La serie está conformada por dieciséis episodios, los cuales fueron emitidos todos los miércoles y jueves a las 21:20 (KST).

### Ratings
Los números en color rojo indican las calificaciones más bajas, mientras que los números en azul indican las calificaciones más altas.

## Música
El OST de la serie está conformado por las siguientes canciones:

### Parte 1
| No. | Intérprete   | Canción         | Letra | Música | Duración |
| --- | ------------ | --------------- | ----- | ------ | -------- |
| 1   | KLANG (클랑) | "Trace" (흔적)  | -     | -      | -        |
| 2   |              | "Trace" (Inst.) | -     | -      | -        |

### Parte 2
| No. | Intérprete | Canción               | Letra | Música | Duración |
| --- | ---------- | --------------------- | ----- | ------ | -------- |
| 1   | PL (피엘)  | "Find Me" (나를 찾아) | -     | -      | -        |
| 2   |            | "Find Me" (Inst.)     | -     | -      | -        |

### Parte 3
| No. | Intérprete         | Canción           | Letra | Música | Duración |
| --- | ------------------ | ----------------- | ----- | ------ | -------- |
| 1   | The Lime (더 라임) | "Vacuity" (공허)  | -     | -      | -        |
| 2   |                    | "Vacuity" (Inst.) | -     | -      | -        |

### Parte 4
| No. | Intérprete             | Canción                  | Letra | Música | Duración |
| --- | ---------------------- | ------------------------ | ----- | ------ | -------- |
| 1   | Seo Sung-hyuk (서성혁) | "I Dream Of You"         | -     | -      | -        |
| 2   |                        | "I Dream Of You" (Inst.) | -     | -      | -        |

### Parte 5
| No. | Intérprete          | Canción                                           | Letra | Música | Duración |
| --- | ------------------- | ------------------------------------------------- | ----- | ------ | -------- |
| 1   | Ha Jin-woo (하진우) | "A Day When I Just Want To Walk" (걷고만 싶은 날) | -     | -      | -        |
| 2   |                     | "A Day When I Just Want To Walk" (Inst.)          | -     | -      | -        |

### Parte 6
| No. | Intérprete             | Canción                    | Letra | Música | Duración |
| --- | ---------------------- | -------------------------- | ----- | ------ | -------- |
| 1   | Kim Jin-woong (김진웅) | "Man's Love" (남자의 사랑) | -     | -      | -        |
| 2   |                        | "Man's Love" (Inst.)       | -     | -      | -        |

### Parte 7
| No. | Intérprete            | Canción             | Letra | Música | Duración |
| --- | --------------------- | ------------------- | ----- | ------ | -------- |
| 1   | The Daisy (더 데이지) | "Please" (부탁이야) | -     | -      | -        |
| 2   |                       | "Please" (Inst.)    | -     | -      | -        |

### Parte 8
| No. | Intérprete            | Canción                 | Letra | Música | Duración |
| --- | --------------------- | ----------------------- | ----- | ------ | -------- |
| 1   | Hong Ju-hyun (홍주현) | "Nothing" (난 안되는데) | -     | -      | -        |
| 2   |                       | "Nothing" (Inst.)       | -     | -      | -        |

### Parte 9
| No. | Intérprete     | Canción                         | Letra | Música | Duración |
| --- | -------------- | ------------------------------- | ----- | ------ | -------- |
| 1   | Sun Jae (선재) | "You Were Love" (사랑이었던 널) | -     | -      | -        |
| 2   |                | "You Were Love" (Inst.)         | -     | -      | -        |

## Premios y nominaciones
| Año  | Categoría                                       | Premios              | Nominado(a)                 | Resultado |
| ---- | ----------------------------------------------- | -------------------- | --------------------------- | --------- |
| 2021 | Top Premio a la excelencia, actor en miniserie  | 2021 MBC Drama Award | Jung Jae-young              | Nominado  |
| 2021 | Top Premio a la excelencia, actriz en miniserie | 2021 MBC Drama Award | Moon So-ri                  | Nominada  |
| 2021 | Premio a la excelencia, actor en miniserie      | 2021 MBC Drama Award | Lee Sang-yeob               | Ganó      |
| 2021 | Premio a la excelencia, actriz en miniserie     | 2021 MBC Drama Award | Kim Ga-eun                  | Nominada  |
| 2021 | Mejor actor de reparto                          | 2021 MBC Drama Award | Kim Nam-hee                 | Nominado  |
| 2021 | Mejor actriz de reparto                         | 2021 MBC Drama Award | Cha Chung-hwa               | Nominada  |
| 2021 | Mejor pareja                                    | 2021 MBC Drama Award | Jung Jae-young y Moon So-ri | Nominados |
| 2021 | Mejor actor revelación                          | 2021 MBC Drama Award | Im Hyun-soo                 | Nominado  |
| 2021 | Mejor actriz revelación                         | 2021 MBC Drama Award | Cheon Hee-joo               | Nominada  |

## Producción
La serie fue creada por Kim Ho-jun, y también es conocida como "No One But A Madman", "Not Crazy", "Out of Your Mind", "Without Being Crazy" y/o "Only Without Going Crazy".
La dirección está en manos de Kim Keun-hong (김근홍) y Choi Jung-in (최정인), quienes contaron con el apoyo del guionista Jung Do-yoon (정도윤).
La primera lectura del guion fue realizada en el Changwon International Hotel en 2021. Está ambientada en la provincia de Gyeongsang del Sur y presenta a un gran número de lugareños de esa zona en papeles menores.
La serie también contó con el apoyo de la compañía de producción IWill Media.

### Recepción
El 3 de julio de 2021, Good Data Corporation compartió su nueva clasificación de los dramas y miembros del elenco que generaron más revuelo durante la semana. Las listas se compilaron a partir del análisis de artículos de noticias, publicaciones de blogs, comunidades en línea, videos y publicaciones en redes sociales sobre los dramas que están actualmente al aire o que saldrán al aire próximamente. La serie obtuvo el puesto número 9 en la lista de dramas más comentados de la semana.
El 23 de agosto del mismo año, Good Data Corporation compartió su nueva clasificación de los dramas y miembros del elenco que generaron más revuelo durante la semana. Las listas se compilaron a partir del análisis de artículos de noticias, publicaciones de blogs, comunidades en línea, videos y publicaciones en redes sociales sobre los dramas que están actualmente al aire o que saldrán al aire próximamente. La serie obtuvo nuevamente el puesto número 10 dentro de la lista de dramas más comentados de la semana.
El 5 de septiembre de 2021, Good Data Corporation compartió su nueva clasificación de los dramas y miembros del elenco que generaron más revuelo durante la semana. Las listas se compilaron a partir del análisis de artículos de noticias, publicaciones de blogs, comunidades en línea, videos y publicaciones en redes sociales sobre los dramas que están actualmente al aire o que saldrán al aire próximamente. La serie obtuvo el puesto número 8 dentro de la lista de dramas más comentados de la semana.